# Pulau Liki
Pulau Liki är en ö i Indonesien.   Den ligger i provinsen Papua, i den östra delen av landet, 3 600 km öster om huvudstaden Jakarta. Arean är 13,4 kvadratkilometer.
Terrängen på Pulau Liki är lite kuperad. Öns högsta punkt är 302 meter över havet. Den sträcker sig 5,0 kilometer i nord-sydlig riktning, och 4,6 kilometer i öst-västlig riktning.